# AOA (musikgrupp)
AOA (hangul: 에이오에이) är en sydkoreansk tjejgrupp bildad 2012 av FNC Entertainment.
Gruppen bestod ursprungligen av de åtta medlemmarna Choa, Jimin, Yuna, Hyejeong, Mina, Seolhyun, Chanmi och Youkyung.
För närvarande består gruppen av de fem medlemmarna  Jimin, Yuna, Hyejeong, Seolhyun och Chanmi.

## Medlemmar
| Artistnamn   | Artistnamn | Födelsenamn    | Födelsenamn | Födelsedatum      | Medlemstid |
| Romanisering | Hangul     | Romanisering   | Hangul      | Födelsedatum      | Medlemstid |
| Nuvarande    | Nuvarande  | Nuvarande      | Nuvarande   | Nuvarande         | Nuvarande  |
| ------------ | ---------- | -------------- | ----------- | ----------------- | ---------- |
| Jimin        | 지민       | Shin Ji-min    | 신지민      | 8 januari 1991    | 2012-idag  |
| Yuna         | 유나       | Seo Yu-na      | 서유나      | 30 december 1992  | 2012-idag  |
| Hyejeong     | 혜정       | Shin Hye-jeong | 신혜정      | 10 augusti 1993   | 2012-idag  |
| Seolhyun     | 설현       | Kim Seol-hyun  | 김설현      | 3 januari 1995    | 2012-idag  |
| Chanmi       | 찬미       | Kim Chan-mi    | 김찬미      | 19 juni 1996      | 2012-idag  |
| Tidigare     |            |                |             |                   |            |
| Mina         | 민아       | Kwon Min-ah    | 권민아      | 21 september 1993 | 2012-2019  |
| Choa         | 초아       | Park Cho-a     | 박초아      | 6 mars 1990       | 2012-2017  |
| Youkyung     | 유경       | Seo You-kyung  | 서유경      | 15 mars 1993      | 2012-2016  |

## Diskografi

### Album
| Albuminformation                                      | Topplacering          | Topplacering   |
| Albuminformation                                      | Sydkorea (Gaon Chart) | Japan (Oricon) |
| Koreanska                                             | Koreanska             | Koreanska      |
| ----------------------------------------------------- | --------------------- | -------------- |
| Short Hair (EP-skiva) - Släppt: 19 juni 2014          | 4                     | —              |
| Like a Cat (EP-skiva) - Släppt: 11 november 2014      | 3                     | —              |
| Heart Attack (EP-skiva) - Släppt: 22 juni 2015        | 2                     | —              |
| Good Luck (EP-skiva) - Släppt: 16 maj 2016            | 2                     | 48             |
| Angel's Knock (Studioalbum) - Släppt: 2 januari 2017  | 3                     | 39             |
| Bingle Bangle (EP-skiva) - Släppt: 28 maj 2018        | 3                     | –              |
| Japanska                                              |                       |                |
| Ace of Angels (Studioalbum) - Släppt: 14 oktober 2015 | —                     | 2              |
| Runway (Studioalbum) - Släppt: 30 november 2016       | —                     | 5              |

### Singlar
| År        | Titel              | Topplacering          | Topplacering   |
| År        | Titel              | Sydkorea (Gaon Chart) | Japan (Oricon) |
| Koreanska | Koreanska          | Koreanska             | Koreanska      |
| --------- | ------------------ | --------------------- | -------------- |
| 2012      | "Elvis"            | 69                    | —              |
| 2012      | "Get Out"          | 77                    | —              |
| 2013      | "MOYA"             | 33                    | —              |
| 2013      | "Confused"         | 40                    | —              |
| 2014      | "Miniskirt"        | 11                    | —              |
| 2014      | "Short Hair"       | 5                     | —              |
| 2014      | "Like a Cat"       | 5                     | —              |
| 2015      | "Heart Attack"     | 2                     | —              |
| 2016      | "I'm Jelly Baby"   | 26                    | —              |
| 2016      | "Good Luck"        | 2                     | —              |
| 2017      | "Excuse Me"        | 22                    | —              |
| 2017      | "Bing Bing"        | 47                    | —              |
| 2018      | "Bingle Bangle"    | 4                     | —              |
| Japanska  |                    |                       |                |
| 2014      | "Miniskirt"        | —                     | 13             |
| 2015      | "Like a Cat"       | —                     | 4              |
| 2015      | "Heart Attack"     | —                     | 6              |
| 2016      | "Give Me the Love" | —                     | 3              |
| 2016      | "Good Luck"        | —                     | 3              |
| Kinesiska |                    |                       |                |
| 2015      | "Heart Attack"     | —                     | –              |